# Tour d'Italie espoirs
Le Tour d'Italie espoirs, également appelé « Giro d'Italia Next Gen », « Giro d'Italia Giovani Under 23 », « Giro Ciclistico d'Italia », « Girobio », « Baby Giro », « Tour d'Italie amateurs » ou « Tour d'Italie U23 » est une course cycliste italienne, créée en 1970 sur le même modèle que le Tour de l'Avenir. Jusqu'en 2012, il se déroule au mois de juin et met aux prises uniquement des coureurs de moins de 27 ans. La course fait son retour en 2017 pour les coureurs espoirs (moins de 23 ans), après quatre ans d'absence.
Considéré comme un Tour d'Italie version amateur, plusieurs coureurs de renom figurent au palmarès comme Francesco Moser, Giovanni Battaglin, Marco Pantani, Gilberto Simoni, Leonardo Piepoli et Danilo Di Luca.
De 2005 à 2012, la course fait partie de l'UCI Europe Tour en catégorie 2.2. En 2017, il réapparaît sous le nom Giro Ciclistico d'Italia en catégorie 2.2U (moins de 23 ans). En 2021, la course est à nouveau classée en 2.2.

## Palmarès
| Année     | Vainqueur                | Deuxième              | Troisième             |
| --------- | ------------------------ | --------------------- | --------------------- |
| 1970      | Giancarlo Bellini        | Armando Topi          | Mario Giaccone        |
| 1971      | Francesco Moser          | Giuseppe Perletto     | Jean-Pierre Guitard   |
| 1972      | Giovanni Battaglin       | Walter Riccomi        | Giampaolo Flamini     |
| 1973      | Gianbattista Baronchelli | Giovanni Martella     | Bernard Bourreau      |
| 1974      | Leone Pizzini            | Gonzalo Marín (es)    | Norberto Cáceres (es) |
| 1975      | Ruggero Gialdini         | Amilcare Sgalbazzi    | Franco Conti          |
| 1976      | Franco Conti             | Roberto Ceruti        | Giovanni Fedrigo      |
| 1977      | Claudio Corti            | Alf Segersäll         | Luciano Donati        |
| 1978      | Fausto Stiz              | Alessandro Pozzi      | Giovanni Fedrigo      |
| 1979      | Alf Segersäll            | Fiorenzo Aliverti     | Giovanni Fedrigo      |
| 1980      | Giovanni Fedrigo         | Alessandro Paganessi  | Emanuele Bombini      |
| 1981      | Sergueï Voronine         | Sergei Kadatski       | Giovanni Fedrigo      |
| 1982      | Francesco Cesarini       | Carlos Siachoque      | Roberto Cugole        |
| 1983      | Vladimir Volochin        | Federico Longo        | Viktor Demidenko      |
| 1984      | Piotr Ugrumov            | Sergei Gavrilko       | Stefano Colagè        |
| 1985      | Sergei Uslamin           | Luděk Štyks (de)      | Gianni Bugno          |
| 1986      | Alexandre Krasnov        | Massimo Podenzana     | Stefano Bianchini     |
| 1987      | Non disputé              |                       |                       |
| 1988      | Dimitri Konyshev         | Vladimir Poulnikov    | Piotr Ugrumov         |
| 1989      | Andrei Teteriouk         | Stefano Zanini        | Stefano Cattai        |
| 1990      | Wladimir Belli           | Ivan Gotti            | Marco Pantani         |
| 1991      | Francesco Casagrande     | Marco Pantani         | Giuseppe Guerini      |
| 1992      | Marco Pantani            | Vincenzo Galati       | Andrea Noè            |
| 1993      | Gilberto Simoni          | Marco Milesi          | Michele Poser         |
| 1994      | Leonardo Piepoli         | Ruggero Borghi        | Francesco Secchiari   |
| 1995      | Giuseppe Di Grande       | Daniele Sgnaolin (it) | Marco Fincato         |
| 1996      | Roberto Sgambelluri      | Filippo Baldo         | Oscar Mason           |
| 1997      | Oscar Mason              | Filippo Baldo         | Ruslan Ivanov         |
| 1998      | Danilo Di Luca           | Massimo Cigana (de)   | Paolo Tiralongo       |
| 1999      | Tadej Valjavec           | Angelo Lopeboselli    | Fabio Marchesin       |
| 2000      | Raffaele Ferrara         | Franco Pellizotti     | Renzo Mazzoleni       |
| 2001      | Davide Frattini          | Andris Reiss (en)     | Denis Bondarenko      |
| 2002      | Giuseppe Muraglia        | Joseba Albizu         | Scott Davis           |
| 2003      | Dainius Kairelis         | Paolo Bailetti        | Daniele Masolino      |
| 2004      | Marco Marzano            | Alessandro Bertuola   | Domenico Pozzovivo    |
| 2005      | Non disputé              |                       |                       |
| 2006      | Dario Cataldo            | Dmytro Grabovskyy     | Matthew Lloyd         |
| 2007-2008 | Non disputé              |                       |                       |
| 2009      | Cayetano Sarmiento       | Manuele Caddeo        | Peter Kennaugh        |
| 2010      | Carlos Betancur          | Edward Beltrán        | Antonio Santoro       |
| 2011      | Mattia Cattaneo          | Winner Anacona        | Stefano Agostini      |
| 2012      | Joe Dombrowski           | Fabio Aru             | Pierre Paolo Penasa   |
| 2013-2016 | Non disputé              |                       |                       |
| 2017      | Pavel Sivakov            | Lucas Hamilton        | Jai Hindley           |
| 2018      | Aleksandr Vlasov         | João Almeida          | Robert Stannard       |
| 2019      | Camilo Ardila            | Einer Rubio           | Juan Diego Alba       |
| 2020      | Tom Pidcock              | Henri Vandenabeele    | Kevin Colleoni        |
| 2021      | Juan Ayuso               | Tobias Johannessen    | Henri Vandenabeele    |
| 2022      | Leo Hayter               | Lennert Van Eetvelt   | Lenny Martinez        |
| 2023      | Johannes Staune-Mittet   | Darren Rafferty       | Hannes Wilksch        |
| 2024      | Jarno Widar              | Pablo Torres          | Pau Martí             |
| 2025      | Jakob Omrzel             | Luke Tuckwell         | Pavel Novák           |